# 馬鴻逵
馬鴻逵（1892年3月9日—1970年1月14日），乳名三元，字少雲，穆斯林（回教徒）。陸軍中將加陸軍上將銜，西北軍閥「三馬」之一:1。生於甘肅蘭州府河州。先依附馮玉祥，後投靠蔣介石，任寧夏省政府主席長達17年，集軍政大權及中國國民黨黨務於一身，被人稱為寧夏之「土皇帝」:1。中華民國初期寧夏的控制者，寧夏馬家軍領袖。他繼承其父馬福祥統率寧夏新軍，人稱「寧夏王」。

## 早年
馬鴻逵，1892年3月9日出生於甘肅河州韓家集陽洼山村:1。祖父馬千齡，在同治年間陝甘回民起義時，因勸說馬占鰲（馬千齡之同族侄女婿）降清，被左宗棠稱為「良回」；是馬鴻逵後來自詡他家「不是造反的回回」一語之原由:1。光緒初年，馬千齡次子馬福祿中武舉人、武進士:1。
1895年，河湟地區之回族、撤拉族人民再次發動反清起義，馬千齡率其子組織民團，對抗起義軍，曾解救被圍清軍總兵湯彥和:1。起義群眾將馬千齡家宅院付之一炬，並到處「捉拿馬進士家的人」，馬千齡趨避藏區，其次子馬福祿和四子馬福祥（馬鴻逵父親）率民團輾轉到蘭州，被陝甘總督陶模收編為步騎兩營，加入進攻河州之清軍，不久歸入董福祥之甘軍:1。時清政府整軍，董之甘軍編為精銳後軍，馬福祿、馬福祥分任其下之統領、幫統:1-2。董軍奉調北京附近駐防後，八國聯軍進犯天津、北京，馬福祿率部在正陽門同八國聯軍戰鬥時身亡；馬福祥率餘眾護駕慈禧、光緒到西安:2。
馬鴻逵父親馬福祥先後任清政府西寧鎮總兵兼阿爾泰護軍使、綏遠都統；1925年，依附馮玉祥，任西北邊防會辦（馮為督辦）；1928年，馬福祥轉投蔣介石，歷任國民政府委員、北平政治分會委員、蒙藏委員會副委員長、青島特別市市長、安徽省政府主席，旋調任蒙藏委員會委員長；1932年病卒於涿州琉璃河旅途中；其政治手腕靈活，長於交際，善於游說，常以在政爭中當「調人」自居；為馬鴻逵進入軍界政壇打開廣闊門徑:2。

## 經歷
民国成立后，马福祥任马鸿逵为昭武军中营骑兵帮带，而以马鸿宾为管带，位在马鸿逵之上。民初马鸿逵到北京给袁世凯当侍卫官。1916年袁世凯死后，黎元洪、段祺瑞大量頒发勋章，马鸿逵以西北授勋使的头衔回宁夏颁发勋章。
第二次直奉戰争中，馬鴻逵的部隊被列入馮玉祥序列，駐防寧夏。
1928年12月召开编遣会议，马鸿逵第四军缩编为陆军暂编第十七师，辖步、骑各1旅，共6个团。1929年4月，冯玉祥部放弃鲁、豫，全军西撤。马鸿逵部由鲁北惠民撤至洛阳。1929年5月21日，和韩复榘、石友三联名发出“拥护中央”通电反冯，5月23日率部从洛阳逃往郑州，遭庞炳勋、孙良诚前堵后追，部队溃散，在新郑收拢残部。蒋介石复电嘉奖，以马鸿逵部为第六十四师，旋扩编为第十一军、赏现洋30万元，枪1000余支。
- 第十一军军长兼第六十四师师长马鸿逵，参谋长罗震
- 马全良第一旅
- 马宝琳第二旅
- 李毓奠第三旅
- 马腾蛟骑兵旅
- 军事政治教导团

1929年7月，由郑州移驻济宁。再由济宁移驻徐州。
1929年12月，蒋唐战争爆发，石友三、韩复榘参与联合反蒋。马鸿逵把石、韩密谋和各方面活动情况密报蒋介石，并条陈惩抚方略。蒋唐战争后，马福祥出面斡旋调解，让石友三向蒋悔过。马福祥被委任为青岛市长。1930年中原大戰爆，馬鴻逵部扩编为讨逆军第十五路军，辖六十四、七十二2个师，每师2旅4团，另有一个教导团、特务团、炮兵团、骑兵旅、独立第六旅等。在陇海线、津浦线作战多次，特别是增援归德、固守兖州、围攻泰安诸战役有重要贡献。战后在泰安蒿里山修“讨逆阵亡将士纪念碑”。与韩复榘平分山东，掌控了泰安及鲁西肥城、济宁等18县军政财税人事全权。1930年10月，蒋介石决定寧夏省政府主席马鸿宾调任代理甘肃省政府主席，马鸿逵接任宁夏省政府主席。马鸿逵滞留泰安未到任。马鸿宾主甘不久被西北军余部雷中田发动雷马事变扣押下野。
1931年马鸿逵部被调到豫南围攻鄂豫皖红军。1932年春，主政河南的刘峙以重兵包围马部（此时已缩编为一师五旅）企图缴械。马福祥在南京、汉口行营、信阳之间奔波为马鸿逵说情，途中中暑染病死于北平琉璃河。马鸿逵把军队交给参谋长罗震指挥，赴北平治丧。蒋介石以顾念西北宿将马福祥为名，再次任命马鸿逵为宁夏主席。马鸿逵以第十五路军总指挥兼第三十五师师长职务，奉命留下主力在豫南剿共。实际上挑选精锐编为5个团，1932年11月启程，1933年1月归宁夏，所部编为新编第7师3个独立旅和1个特务团，开始对宁夏17年统治。留在信阳的第三十五师师长马腾蛟，辖2个旅4个团继续驻守信阳，由驻豫特派绥靖主任公署刘峙指挥。刘峙把其番号改为剿匪军第一纵队，纵队司令唐俊德。1934年秋该纵队调开封，与新编第46旅合编为第九十五师，即辽沈战役塔山阻击战中大名鼎鼎的“赵子龙师”。
1934年10月19日，蔣飛寧夏視察，見到久未謀面之馬鴻逵母子:365-366。1936年加上將銜。1937年4月，杀共产党员、豫海县自治政府主席马和福。同年，抗日戰爭開始，陝西、寧夏一帶共産党勢力重新上升。同時期其侄子馬仲英的地盤喪失，馬步芳、馬步青、馬鴻逵、馬鴻賓在馬仲英原來的地盤甘肅、新疆等地域發展。

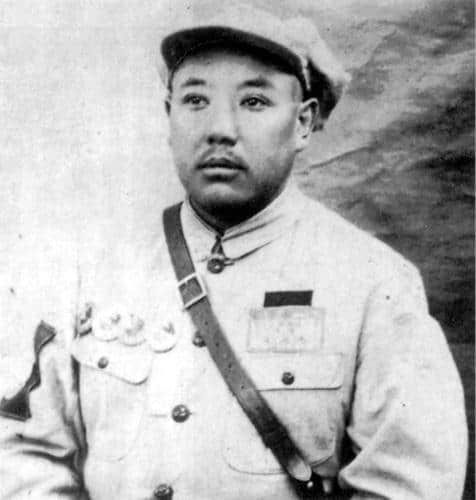

抗日戰爭爆發後，馬鴻逵與其兄弟馬鴻賓的部隊合編為第十七集團軍，馬鴻逵任第十七集團軍總司令及第八戰区副司令長官。大约1938年，日军军事参谋长板垣征四郎企图说服马鸿逵等建立日军傀儡政权“回回国”，又游说马鸿逵追随祖上继续效忠清朝，拥护满洲国。马鸿逵通过宁夏省国民党部书记周百隍回复，指出他的很多亲戚包括伯父马福禄都在北京之战对八国联军作战时阵亡，而日军在当时占联军的大多数，所以他不会和日本人合作。
日本投降後，1945年12月出任西北軍政副長官兼西北行轅副主任。国共内戰爆發，馬鴻逵站在蒋介石的中国国民党一方同中國共产党作戰。1949年国共内战末期，彭德怀率领的中国人民解放军第一野战军占领兰州。9月1日，马鸿逵應蔣介石電召飛赴重慶參加軍事會議，將寧夏軍政交其子，代理寧夏省政府主席兼寧夏兵團司令官馬敦靜負責:9001。9月2日，蔣介石在重慶接見甘肅省政府主席馬鴻逵、四川省政府主席王陵基及川鄂綏靖公署副主席兼第十六兵團司令孫元良等:9002。之后，9月底马鸿逵弃银川赴重慶追隨中华民国政府。10月13日离重慶到台湾，马鸿逵即受到国防部次长郭寄峤及马步芳父子的指控，要他对西北败局负责。12月和馬步芳（已逃往中东）一起被監察院彈劾，要二人對西北敗局負責，不久，被撤職察辦。12月2日，代總統李宗仁令甘肅省政府委員兼主席馬鴻逵應予撤去本兼各職。
他遂謊稱其四姨太劉慕俠在香港病危，赴港探視。1950年10月，他在陳納德的幫助下到美國。先至加州旧金山，日後長期住洛杉磯，在普馬拿市辦起一家牧場，以養馬為業。
1951年在美国记者招待会上，马鸿逵呼吁美国政府援助台湾。

## 逝世
1970年1月14日在洛杉矶其牧场去世，未曾入籍美国。1970年1月16日中午，由马遗孀四姨太刘慕侠（非赵兰香），遵遗嘱护送马鸿逵遗体至台湾松山机场，最後安葬於台北三张犁回教墓地。本来马鸿逵是想葬在宁夏故土的，但由于他的身份，恐怕中共迄今也不会同意。

## 逸事
- 因其在寧夏主政的时候相當庸碌，后世对马鸿逵评价不高。但马鸿逵頗有環保意識，熱愛綠化，经常要求部下种树，甚至强发西北民夫數萬，僅僅為了种树[11]。

- 馬鴻逵自詡他家：『不是造反的回回』，因祖父馬千齡在同治年間陝甘回民起義時勸說馬佔鰲降清，被左宗棠稱之為“良回”[12]。

- 1931年春，马鸿逵在泰山脚下为死去的官兵修建一座纪念碑，意外在蒿里山挖到唐玄宗和宋真宗各自所使用的〈禪地衹玉冊〉，之後私帶到美國。1970年，四姨太刘慕侠從美國回台，交給蒋介石。蒋介石举行隆重的接收仪式，然后将玉册转赠给臺北國立故宮博物院[13][14][15]。

- 银川市的妓院集中在鼓楼南街与新华街交会处。有一个叫张丽君的头等妓女，色艺俱佳，马鸿逵的長子马敦厚和马的秘书长都为之着迷，常生龃龉。一次二人同时出现在张丽君处，马敦厚即拔枪向秘书长射击，险出人命。各位老鸨见生意前景不错，又从各地购得十二三岁少女若干。马鸿逵念及儿子与秘书长火并事，强行取缔妓院。馬鴻逵的处理办法是：
  - 新买来的少女们收归马家大公馆当丫鬟，并请人培训学秦腔演给马鸿逵看。
  - 已结婚或已订婚的，着其家人领回。
  - 没成家或未曾订婚的，则赏给连长级的军官为妻，声明说是马主席赏的，一文不取[16]。

## 家庭
大夫人马柏芳，甘州提督马进祥的次女。
夫人劉志誠、劉慕俠等。
生有马敦厚、马敦靜、馬敦仁。